# Associatie (vegetatiekunde)
Een associatie (Latijn: associatio) is de basiseenheid van de syntaxonomie en de op drie na hoogste syntaxonomische rang, onder het verbond, of een syntaxon in die rang. Deze rangen worden in de vegetatiekunde gebruikt voor de classificatie van plantengemeenschappen. Een concreet voorbeeld van een associatie wordt een associaat genoemd.
De syntaxonomische indeling is vergelijkbaar met die voor organismen in de taxonomie; de rol van de associatie in de syntaxonomie is dus vergelijkbaar met die van de soort in de taxonomie.
Een plantengemeenschap wordt, ongeacht de geografische plaats van voorkomen, gekenmerkt door:
- een (min of meer) constante soortensamenstelling;
- een vergelijkbaar relatief aandeel (abundantie) van elke soort in de vegetatie;
- een kenmerkende vegetatiestructuur van de vegetatie (met een moslaag, kruidlaag, struiklaag en/of boomlaag);
- een bepaalde standplaats en vergelijkbare standplaatsfactoren (fysische omstandigheden, zoals vochtigheid, bodemsamenstelling);
- één of meer kensoorten die specifiek zijn voor de plantengemeenschap.

Namen van plantengemeenschappen van het niveau associatie zijn herkenbaar aan het suffix -etum (bijvoorbeeld Carici elongatae-Alnetum ofwel elzenzegge-elzenbroek).

## Associaties in Nederland en Vlaanderen
In de onderstaande tabel staan de associaties die in Nederland en Vlaanderen voorkomen waarvan een artikel op de Nederlandstalige Wikipedia is.
| Nederlandse naam                                           | Wetenschappelijke naam                |
| ---------------------------------------------------------- | ------------------------------------- |
| abelen-iepenbos                                            | Violo odoratae-Ulmetum                |
| associatie van betonie en gevinde kortsteel                | Betonico-Brachypodietum               |
| boomsterretje-associatie                                   | Syntrichietum laevipilae              |
| associatie van borstelbies en moerasmuur                   | Isolepido-Stellarietum uliginosae     |
| bosbessen-dennenbos                                        | Vaccinio-Pinetum                      |
| associatie van buntgras en heidespurrie                    | Spergulo-Corynephoretum               |
| dambordjes-associatie                                      | Circinarietum contortae               |
| duin-buntgras-associatie                                   | Violo-Corynephoretum                  |
| duin-struisgras-associatie                                 | Festuco-Galietum veri                 |
| associatie van duindoorn en liguster                       | Hippophao-Ligustretum                 |
| associatie van duindoorn en vlier                          | Hippophao-Sambucetum                  |
| duinsterretjes-associatie                                  | Phleo-Tortuletum ruraliformis         |
| associatie van dunne blauwkorst                            | Porpidietum soredizodis               |
| associatie van dwergbloem en hauwmos                       | Centunculo-Anthocerotetum punctati    |
| associatie van echte koekoeksbloem en gevleugeld hertshooi | Lychnido-Hypericetum tetrapteri       |
| associatie van Engels raaigras en grote weegbree           | Plantagini-Lolietum                   |
| associatie van geknikte vossenstaart                       | Ranunculo-Alopecuretum geniculati     |
| associatie van geoorde wilg                                | Salicetum auritae                     |
| associatie van gewone dophei                               | Ericetum tetralicis                   |
| associatie van gewone dophei en veenmos                    | Erico-Sphagnetum magellanici          |
| associatie van grauwe wilg                                 | Salicetum cinereae                    |
| associatie van groot platmos                               | Plagiothecietum nemoralis             |
| associatie van hazelaar en purperorchis                    | Orchido-Cornetum                      |
| associatie van hondsroos en jeneverbes                     | Roso-Juniperetum                      |
| associatie van klein glaskruid                             | Asplenio-Parietarietum                |
| associatie van klokjesgentiaan en borstelgras              | Gentiano-Nardetum                     |
| associatie van kraaihei en gewone dophei                   | Empetro-Ericetum                      |
| kribbenmos-associatie                                      | Cinclidotetum fontinaloidis           |
| kruisbladwalstro-associatie                                | Urtico-Cruciatetum                    |
| associatie van liggend walstro en schapengras              | Galio-Festucetum                      |
| associatie van maanvaren en vleugeltjesbloem               | Botrychio-Polygaletum                 |
| associatie van moeraswolfsklauw en snavelbies              | Lycopodio-Rhynchosporetum             |
| associatie van oranjesteeltje en langkapselsterretje       | Tortello-Bryoerythrophylletum         |
| associatie van ratelaar en harlekijn                       | Rhinantho-Orchidetum morionis         |
| associatie van rozen en liguster                           | Pruno spinosae-Ligustretum            |
| associatie van schapengras en tijm                         | Festuco-Thymetum                      |
| associatie van sikkelklaver en zachte haver                | Medicagini-Avenetum                   |
| associatie van sleedoorn en eenstijlige meidoorn           | Pruno-Crataegetum                     |
| zeekweek-associatie                                        | Atriplici-Elytrigietum pungentis      |
| associatie van struikhei en bosbes                         | Vaccinio-Callunetum                   |
| associatie van struikhei en stekelbrem                     | Genisto anglicae-Callunetum           |
| associatie van vetkruid en tijm                            | Sedo-Thymetum                         |
| associatie van vlottende bies                              | Scirpetum fluitantis                  |
| associatie van wegedoorn en eenstijlige meidoorn           | Rhamno-Crataegetum                    |
| associatie van wintergroen en kruipwilg                    | Pyrolo-Salicetum                      |
| berken-eikenbos                                            | Betulo-Quercetum                      |
| beuken-eikenbos                                            | Fago-Quercetum                        |
| biestarwegras-associatie                                   | Honckenyo-Agropyretum                 |
| bijvoet-ooibos                                             | Artemisio-Salicetum albae             |
| blauwgrasland                                              | Cirsio dissecti-Molinietum            |
| bochtige smele-beukenbos                                   | Deschampsio-Fagetum                   |
| associatie van boterbloemen en waterkruiskruid             | Ranunculo-Senecionetum aquatici       |
| associatie van dauwbraam en marjolein                      | Rubo-Origanetum                       |
| dophei-berkenbroek                                         | Erico-Betuletum pubescentis           |
| draadgentiaan-associatie                                   | Cicendietum filiformis                |
| duin-buntgras-associatie                                   | Violo-Corynephoretum                  |
| eiken-beukenbos met wilde hyacint                          | Endymio-Fagetum                       |
| eiken-haagbeukenbos                                        | Stellario-Carpinetum                  |
| eiken-haagbeukenbos met wilde hyacint                      | Endymio-Carpinetum                    |
| associatie van Engels slijkgras                            | Spartinetum townsendii                |
| elzenzegge-elzenbroek                                      | Carici elongatae-Alnetum              |
| essen-iepenbos                                             | Fraxino-Ulmetum                       |
| gaffeltandmos-jeneverbesstruweel                           | Dicrano-Juniperetum                   |
| associatie van gewoon kusttakmos                           | Ramalinetum siliquosae                |
| gierstgras-beukenbos                                       | Milio-Fagetum                         |
| goudveil-essenbos                                          | Carici remotae-Fraxinetum             |
| associatie van ganzenvoeten en beklierde duizendknoop      | Chenopodietum rubri                   |
| grondster-associatie                                       | Digitario-Illecebretum                |
| honingklaver-associatie                                    | Echio-Melilotetum                     |
| kalkgrasland                                               | Gentiano-Koelerietum                  |
| kapjesvingermos-associatie                                 | Physcietum adscendentis               |
| kegelmos-associatie                                        | Pellio-Conocephaletum                 |
| kegelsilene-associatie                                     | Sileno-Tortuletum ruraliformis        |
| kievitsbloem-associatie                                    | Fritillario-Alopecuretum              |
| associatie van kleine brandnetel                           | Urtico-Malvetum neglectae             |
| korstmossen-dennenbos                                      | Cladonio-Pinetum                      |
| kruipertje-associatie                                      | Hordeetum murini                      |
| kweekdravik-associatie                                     | Bromo inermis-Eryngietum              |
| lissen-ooibos                                              | Irido-Salicetum albae                 |
| meidoorn-berkenbos                                         | Crataego-Betuletum                    |
| moerasheide                                                | Sphagno palustris-Ericetum            |
| moerasmelkdistel-associatie                                | Soncho-Epilobietum                    |
| associatie van moerasspirea en echte valeriaan             | Valeriano-Filipenduletum              |
| moerasvaren-elzenbroek                                     | Thelypterido-Alnetum                  |
| muisjesmos-associatie                                      | Orthotricho-Grimmietum                |
| muurvaren-associatie                                       | Asplenietum rutae-murario-trichomanis |
| parelgras-beukenbos                                        | Melico-Fagetum                        |
| pilvaren-associatie                                        | Pilularietum globuliferae             |
| associatie van raketten en kompassla                       | Erigeronto-Lactucetum                 |
| slangenkruid-associatie                                    | Echio-Verbascetum                     |
| slijkgroen-associatie                                      | Eleocharito-Limoselletum              |
| associatie van scherpe zegge                               | Caricetum gracilis                    |
| associatie van sierlijke woudbraam                         | Rubetum pedemontani                   |
| sinaasappelkorst-associatie                                | Calogayetum pusillae                  |
| associatie van sleedoorn en rode grondbraam                | Pruno spinosae-Rubetum sprengelii     |
| strandmelde-associatie                                     | Atriplicetum littoralis               |
| touwtjesmos-associatie                                     | Sciurohypno-Anomodontetum             |
| tongvaren-associatie                                       | Filici-Saginetum                      |
| associatie van trosvlier en ruwe raspbraam                 | Sambuco racemosae-Rubetum rudis       |
| trompettakmos-associatie                                   | Ramalinetum fastigiatae               |
| associatie van riviersterretje en uiterwaardmos            | Syntrichio-Leskeetum                  |
| UV-mos-associatie                                          | Psilolechietum lucidae                |
| associatie van varkenskers en schijfkamille                | Coronopodo-Matricarietum              |
| veenmosrietland                                            | Pallavicinio-Sphagnetum               |
| veldkers-ooibos                                            | Cardamino-Salicetum albae             |
| veldbies-beukenbos                                         | Luzulo-Fagetum                        |
| associatie van veldrus en gevlekte orchis                  | Crepido-Juncetum acutiflori           |
| associatie van vetmuur en zilvermos                        | Bryo-Saginetum                        |
| vogelkers-essenbos                                         | Pruno-Fraxinetum                      |
| vogelpootje-associatie                                     | Ornithopodo-Corynephoretum            |
| associatie van waterpeper en tandzaad                      | Polygono-Bidentetum                   |
| associatie van waterviolier en sterrenkroos                | Callitricho-Hottonietum               |
| wilgenroosje-associatie                                    | Senecioni-Epilobietum angustifolii    |
| zompzegge-berkenbroek                                      | Carici-Betuletum pubescentis          |